# فرانتس اسر
فرانتس اسر (انگلیسی: Franz Esser; ۲۰ ژانویهٔ ۱۹۰۰ – ۲۱ سپتامبر ۱۹۸۲) بازیکن فوتبال اهل آلمان بود.
از باشگاه‌هایی که در آن بازی کرده‌است می‌توان به باشگاه فوتبال هولشتاین کیل اشاره کرد.
وی همچنین در تیم ملی فوتبال آلمان بازی کرده‌است.